# Чобіти
«Чобіти» (яп. ちょびっツ, англ. Chobits) — манґа, намальована відомою групою манґак CLAMP, а також аніме-серіал за нею, створений аніме-студією Madhouse. Аніме та манґа є самодостатніми повністю завершеними історіями.
За сюжетом «Чобіти» — це класична історія кохання з легкими філософськими мотивами. Оскільки, незважаючи на провідну любовну лінію, твір орієнтований на підлітків та молодих чоловіків, то в «Чобітах», як в манзі, так і в аніме, багато розрахованих на цю аудиторію комедійних елементів та особливо еччі-фансервісу.
Манґа та аніме «Чобіти» — добре відомі та популярні твори. Вони не належать до найпопулярніших чи культових робіт, але навряд чи знайдеться серед любителів аніме та манґи людина, яка їх не бачила чи не чула.
За мотивами «Чобітів» випущено дві відеогри: одна для платформи GameBoy Advance та одна для PS2. У Японії було також видано п'ять дисків радіопостановки та дві OVA-серії. Також за мотивами серії випускається велика кількість різноманітної продукції, як наприклад календарі, артбуки, фігурки тощо.

## Сюжет
Події розгортаються в зовсім недалекому майбутньому (і, певно, в паралельному світі). Окрім звичайних персональних комп'ютерів, чи, як кажуть в Японії, пасоконів, є й людиноподібні роботи, що не тільки виконують більшість функцій сучасних комп'ютерів, але й мають багато інших можливостей. Пасокони — це гарні помічники, слуги, а для багатьох домашні улюбленці чи навіть друзі. Втім, для головного героя, бідного студента Хідекі, пасокон — недосяжна мрія. Одного разу, повертаючись вночі додому, він бачить в купі сміття тіло юної дівчини. На щастя це виявляється не труп, а викинутий кимось пасокона. Не вірячи своєму щастю, Хідекі приносить її додому й пробує увімкнути, що йому врешті-решт вдається. Однак виявляється, що пасокон вміє говорити лише слово «чі-і» і нічого не пам'ятає зі свого минулого, та й функції звичайного пасокона в неї не працюють. Потім з'совується, що в Чі (це слово стало її ім'ям) взагалі немає операційної системи, а також є багато інших відмінностей від звичайних пасоконів… У своїх спробах взнати, що ж таке Чі, Хідекі починає підозрювати, що вона один з «чобітів» — пасоконів легендарної серії, про яку серед знавців ходять різні чутки. Кажуть, що поведінка чобітів не визначена жорстко програмою, тобто вони мають свободу волі. Як би там не було, але замість крутої забавки Хідекі отримав дуже милу людиноподібну істоту з зовсім дитячими розумом та свідомістю. Тож, окрім роботи в ресторані та вечірніх підготовчих курсів для вступу в університет, хлопець тепер має ще й дбати про Чі. Вона швидко вчиться й відкриває для себе світ, в якому неабияке місце належить найближчій їй людині — Хідекі….

## Ідеї твору
Незважаючи на легку форму та досить стандартну любовну лінію, в «Чобітах» підіймаються серйозні питання. Це не класична наукова фантастика про роботів — пасокони самі по собі є лише антуражем сюжету і, за винятком Чі, показані тільки тлом подій. Що дійсно цікавило авторок — це вплив пасоконів («людинозамінників») на людей та їх стосунки між собою. Навіть виходячи з фактичної кількості присвячених певній темі сторінок, можна стверджувати, що «Чобіти» це не стільки історія кохання, як роздуми про те, чим є кохання. Через усю манґу проходить думка про кохання як цілком суб'єктивне явище, яке повністю залежить від почуттів закоханого. Саме ці почуття, а не їх об'єкт, і визначають, чи є кохання справжнім і наскільки воно сильне.

## Основні персонажі

Мотосува Хідекі

Чі

Омура Юмі

Фрея

Мотосува Хідекі (яп. 本須和 秀樹) — 19 років, зріст 185 см, головний герой. По закінченню школи Хідекі спеціально приїхав до Токіо, щоб поступити до університету, і відвідує вечірні підготовчі курси. Батьки не шлють йому грошей, тому Хідекі доводиться підробляти в ресторані, втім, грошей йому, як справжньому студенту, вічно не вистачає. Нема в нього коштів і на таку вже звичну для великого міста річ, як пасокон.
Хідекі — типовий для манґи та аніме персонаж позитивного невдахи. Це простий, але дуже хороший хлопець. Він не герой і не супермен. Він не відрізняється ні особливим розумом, ні силою, не вистачає йому й вправності чи дотепності — він увесь час потрапляє в якісь незручні чи смішні ситуації. Однак, незважаючи на свою простоту, він аж ніяк не дурень. Хідекі дуже добрий та чуйний. Більше того, він уважний до почуттів інших і завжди готовий прийти на допомогу. У своїх стосунках з дівчатами він дуже делікатний, сором'язливий та романтичний, незважаючи на свою «підліткову збоченість» (інтерес до порносайтів тощо).
В аніме більше комедійних елементів, ніж у манзі, і загальне враження, яке справляє Хідекі, дещо гірше — задля гумору з нього зробили більшого ідіота, ніж він був спочатку.
Чі або ж Чіі (яп. ちぃ) — чобіт, один з унікальних пасоконів, головна героїня. Зріст — 152 см. В Японії для жінки це нормальний зріст, однак через велику різницю з високим Хідекі Чі здається меншою, ніж є. Виглядає як дівчина 15—16 років. Як зовнішність, так і поведінка Чі підкреслено інфантильні. Дитячість поведінки пояснюється тим, що після перезавантаження Чі доводиться вчити усе заново, і тому вона за кілька місяців проходить етапи дорослішання — від немовляти, що вимовляє лише одне слово, до юної дівчини. Зовнішність Чі підкреслено мила. Чі є одним з найкавайніших персонажів аніме.
Як чобіт Чі має унікальну здатність впливати на інших пасоконів, що кілька раз показується у творі. Але в чому саме полягає її вплив — розкривається лише наприкінці. Як пасокон Чі має одну невелику, але значиму для сюжету технічну особливість — кнопка вмикання чи перезавантаження в неї розташована не за вухами, як зазвичай у пасоконів, а в зовсім іншому, доволі інтимному місці.
Якщо Хідекі дещо простуватий, то Чі — взагалі свята простота. Увесь світ для неї складається з простих істин та однозначних оцінок. У манзі кілька раз Чі задає людям дуже складні запитання в формі, що вимагає простої однозначної відповіді. Роздуми Чі показані у формі внутрішнього діалогу. Вона, як дитина, переважно не аналізує дійсність, а просто сприймає її.
Певно в розрахунку на цільову аудиторію, Чі в манзі регулярно показується в фансервісних еччі сценах, які намальовано вельми професійно та з неабияким смаком.

Шінбо Хірому

Зазвичай Чі мало кого залишає байдужою. Для одних вона один з наймиліших та найневинніших персонажів аніме. Інші ж не можуть зрозуміти, що люди знаходять в цій інфантильній дурній ляльці.

Хібія Чітосе

Шінбо Хірому (яп. 新保 弘) — приятель та друг Хідекі. Зріст — 180 см. Хірому справляє враження розумнішого та кмітливішого хлопця за селюка Хідекі, він значно краще орієнтується в пасоконах. Саме йому першому Хідекі розповів про Чі. Спочатку Шінбо — іронічний та дещо поблажливий до Хідекі, постійно його «підколює». Пізніше з'ясовується, що за постійною посмішкою Хірому ховав глибокі почуття (був закоханий у власну вчительку, Такако), які не побоявся рішуче виявити.
Хібія Чітосе (яп. 日比谷 千歳) — власниця й управителька будинку, де оселився Хідекі. Спершу це лише другорядний персонаж, однак поступово з'ясовується, що не випадково саме постоялець Хібії Чітосе знаходить чобіта. Насправді Хібія — дружина розробника пасоконів. Оскільки вона не могла мати власних дітей, то чоловік створив для неї чобітів — Фрею, а пізніше — Ельду. Сама назва «чобіт» складається з літер її імені — Хібія Чітосе. Як мати Чітосе дуже турбується про Чі, дарує їй одяг, кілька разів запрошує її в гості, при цьому завжди показується, що Чі викликає в Хібії спогади. Завдяки спеціальному обладнанню Хібія стежить за Чі де б та не була, однак через дану померлому чоловікові обіцянку не втручається прямо в події, залишаючи їх течію на Чі та Хідекі.
Саме за допомогою цього персонажа розкривається минуле Чі, а її словами дається відповідь на багато важливих питань манґи.

Кокобунжі Мінору

Кокобунжі Мінору (яп. 国分寺 稔) — учень середньої школи, одинадцятирічний вундеркінд, спеціаліст з пасоконів. Належить до вельми заможної родини, що дає йому можливість тримати цілий «виводок» пасоконів. Мінору — досить типовий для манґи та аніме типаж надто розумного для свого віку хлопця, що вже встиг дещо розчаруватися в цьому світі й втратити дитячий оптимізм. Так само дуже типовим є образ дитини, що живе сама (у випадку Мінору це сталося через розлучення батьків).
У манзі розповідається, що саме так вплинуло на хлопчика. Два роки тому померла його старша сестра, яку він дуже любив. Мінору замовив пасокона, який копіює її зовнішність, і вклав у нього спогади та матрицю особистості своєї сестри. З одного боку, Юзукі — точна копія дорогої для нього людини, а з іншої він чудово розуміє, що вона лише пасокон, який діє згідно з програмою. Тому він регулярно повторює Хідекі одну й ту саму думку — «пасокони роблять людей щасливими, але іноді від цього стає дуже сумно». Пізніше, після збою в системі, Мінору свідомо не відновлює в Юзукі матрицю своєї сестри.

Шімізу Такако

Мінору спокійний, часто сумний, іронічний чи навіть саркастичний. Незважаючи на різницю у віці, ставиться до Хідекі дещо зверхньо, хоч і з симпатією. Але це не пиха багатого синочка, а, швидше, зневага мудреця до профана. Взагалі він в цілому поводиться як людина незрівнянно старшого віку, навіть його смаки вельми дорослі — виходячи з зовнішнього вигляду його пасоконів, цю колекцію цілком можна назвати гаремом.
Шімізу Такако (яп. 清水 多香子) — викладачка курсів, які відвідують Хідекі та Хірому. Спершу для головного героя це просто молода та вродлива вчителька, можна навіть сказати, об'єкт сексуальних фантазій учнів. Пізніше з'ясовується, що її шлюб фактично розпався через пасокона: її чоловік настільки захопився ним, що, по суті, забув про свою дружину. У цей складний час Такако знайшла нову любов — Хірому. Їх стосунки частково зачепили і їх спільного знайомого Хідекі, і таким чином були вплетені в сюжет твору.
Омура Юмі (яп. 大村 裕美) — колега Хідекі по роботі. Хідекі спочатку здається, що він подобається Юмі, але пізніше з'ясовується, що вона ставилася до нього лише як до старшого брата. Свого часу Юмі працювала в кондитерській «Чірору», і тому вона також знає Уеду Хіроясу.
В Юмі нетипове ставлення до пасоконів. Згадується, що її сестра була закохана у свого пасокона, тому Омура зумисне користується пасоконами, які не нагадують людей. З одного боку, вона не розуміє, як люди можуть так багато емоцій та уваги віддавати цим приладам. З іншого боку, Юмі заздрить пасоконам — вони завжди гарні, завжди усміхнені, завжди поводяться так, як від них очікують. А вона як людина не може бути ідеальною, вона може помилятися чи бути не в настрої. Юмі сприймає пасоконів як конкурентів, які забирають в людей емоції та стосунки, які мали б бути направлені на інших людей.
Під час роботи в «Чірору» вона закохалася в Хіроясу, але, дізнавшись історію його одруження з пасоконом, злякалася, що він буде порівнювати її з ідеальною колишньою дружиною. Юмі дуже хворобливо реагує на будь-які згадки симпатії до пасоконів, в тому числі й на ставлення Хідекі до Чі.

Уеда Хіроясу

Уеда Хіроясу (яп. 植田 弘康) — власник кондитерської «Чірору» де колись підробляв Хідекі. Також потім там працювала Юмі, а ще пізніше саме туди Хідекі влаштував Чі. Уеда дуже добра та делікатна людина, він досить неуважний і легко плутається в цифрах. Дуже високий на зріст як для японця (190 см) і виглядає значно молодше своїх 39 років.
Свого часу Хіроясу закохався в свого пасокона і навіть одружився з нею, що стало місцевою новиною, бо «…в той час ніхто й не думав одружуватися з пасоконами…». Однак його родинне життя тривало недовго — його кохана була старою моделлю пасокона, і за рік у неї почалися технічні неполадки, які неможливо було виправити. Невдовзі вона зламалася остаточно, потрапивши під колеса автомобіля. Історію свого кохання Уеда розказує Хідекі якраз тоді, коли той вже цілком усвідомлює свої почуття до Чі.
Фрея — пасокон, старша сестра Чі. Більшу частину манґи показується та сприймається як альтер-его Чі. Насправді Фрея була створена колись, аби бути дочкою Хібії Чітосе. Пізніше була створена її сестра-близнюк — Ельда яка після перезавантаження стала Чі. Фрея була веселою та ласкавою дівчинкою, яка дуже любила своїх батьків. Її батько та творець вклав у неї можливість закохуватися. Фрея закохалася у власного батька, який, певна річ, не міг відповісти на її почуття. Розуміючи, що її почуття залишаться без відповіді, та не бажаючи руйнувати стосунки своїх батьків, Фрея почала саморуйнуватися. Ельда врятувала Фрею від загибелі, зберігши в своїй пам'яті спогади та особистість сестри. Зараз Фрея існує в свідомості Чі, час від часу спілкуючись з нею і «вмикаючися» лише в деякі моменти, переважно коли Чі загрожує небезпека.

## Манґа
Манґа була вперше опублікована в сейнен-журналі YOUNG MAGAZINE (яп. ヤングマガジン), видавництво Коданша, з 16 лютого 2001 року по 29 листопада 2002. Одночасно видавництво випустило цю ж манґу у вигляді окремих томів. 88 глав манґи було об'єднано у вісім томів. Глави та томи манґи «Чобіти» не мають окремих назв та позначаються номерами.
Манґа була ліцензована американською компанією Tokyopop та стала дуже популярною в США. У 2003 та 2004 роках Чобіти входили до числа лідерів продажів на книжковому ринку Північної Америки. Крім США, манґа була видана в Австралії та Новій Зеландії (у перекладі Tokyopop), в Гонконзі (видавництво Jonesky), в Сінгапурі (Chuang Yi), Південній Кореї (Daiwon C.І.), Бразилії (JBC), а також в багатьох країнах Європи.
На відміну від багатьох інших робіт CLAMP, манґа відносно невелика, а також цілком сюжетно завершена.

### Список томів та короткий огляд їх змісту
| 1-12 Перші глави – це зав'язка сюжету, читачів знайомлять з головними героями, з'являється більша частина найважливіших персонажів. Хідекі знаходить Чі на смітнику. Не розбираючись в пасоконах, він звертається за допомогою до приятеля по курсах, Хірому. З'ясовується те, що Чі — незвичайний пасокон. У спробах розібратися, що таке Чі, Хідекі знайомиться з юним комп'ютерним генієм, Кокобунжі Мінору. Втім, і той не знайшов відповіді. Саме тоді вперше припускається, що Чі — чобіт. У першому томі показується, як Чі вчиться, наслідуючи інших (перш за все Хідекі). Також міститься багато вказівок та натяків на те, яку важливу роль почали відігравати людиноподібні пасокони в людському житті. У першому томі вводяться такі персонажі, як Шімізу Такако — викладачка курсів, Хібія Чітосе — господиня дому, де Хідекі знімає квартиру, та Омура Юмі — колега по роботі. |

| 13-24 З'ясовується, що Хібія Чітосе дуже добре знає Чі, більше того – вона дуже переживає за неї. Однак Хідекі цього ще не знає й не звертає уваги на обмовки на зразок "господарка повернула мені цю сукню". Протягом тому не раз показується, наскільки недосвідченим та невмілим в поводженні з жінками є Хідекі, та при цьому видно, який він чуйний то почуттів інших. Не дивно, що його вважають «хорошим хлопцем». Чі зустрічається зі своїм альтер-его. З цих зустрічей, зі слів Чітосе та з манґи, яку купує для неї Хідекі, зрозуміло, що саме шукає Чі — «людину, призначену лише для мене», «того, хто полюбить мене заради мене самої». Теперішній господар Чі — Хідекі, але чи є він саме тією людиною? Наприкінці тому з'ясовується, що за певних обставин Чі може впливати на інших пасоконів. |

| 25-36 Цей том присвячений в основному розвитку почуттів. З одного боку, Чі поступово дорослішає, вона усе більше задумується над своїми почуттями. Вона багато чому вчиться і навіть йде працювати - Хідекі влаштовує її в кондитерську, де сам колись працював. З іншого боку, Хідекі, хоч і не усвідомлює цього, ставиться до Чі вже не просто як до омріяної іграшки, в нього виникають почуття до неї. Також він починає замислюватися, чому навколо так багато пасоконів і чому створене, аби робити людей щасливими, так часто приносить їм горе. У перших главах (27-28) виявляється, що Хірому та Шімізу Такако — коханці. Коротко переказується історія їх стосунків. Протягом тому альтер-его Чі та Хібія Чітосе згадують якихось загадкових «їх», які можуть знайти Чі. І дійсно, з'являються якісь загадкові спостерігачі, які її шукають, аби в потрібний момент «знову запобігти цьому», «зупинити її чи програму». У кінці тому Мінору показує Хідекі фотографію, на якій пасокон, дуже схожий на Чі, знаходиться з жінкою в халаті, дуже схожою на Хібію Чітосе. |

| 37-48 Хідекі вже розуміє, що його ставлення до Чі - не просто симпатія. Він роздумує над тим, чим відрізняються пасокони від людей та ким йому слід вважати Чі, і задає сакраментальне запитання: "Чи можна покохати холодильник чи рисоварку?" Коли Хідекі повертається з роботи додому, виявляється, що Чі пропала. Пізніше з'ясовується, що її викрав любитель пасоконів, якого зацікавили описи, що їх викладав в Інтернеті Мінору. Показується, як Хідекі переживає за Чі, тож не лишається сумнівів щодо його почуттів до неї. У кінці тому Уеда Хіроясу розповідає Хідекі, як він закохався в свого пасокона і навіть одружився з нею, та як урешті-решт вона зламалася та загинула. У кінці Уеда проводить пряму аналогію між своїм коханням та ставленням Хідекі до Чі. |

| 49-60 Том присвячений пошукам Чі та роздумам головних героїв. Врешті-решт Хідекі знаходить Чі. І хоч сюжет в цілому розвивається досить неквапно, але в томі показується багато деталей, які доповнють чи пояснюють те, про що згадувалося раніше. У кінці Хідекі дізнається, що Юмі та Хіроясу знають одне одного. Аналізуючи події і те, що він знає про Чі, Хідекі розуміє, що вона не простий пасокон — вона має унікальні можливості і взагалі дуже відрізняється від звичайних моделей. |

| 61-72 Перша половина тому присвячена почуттям Юмі та Хіроясу. З одного боку Юмі розказує Хідекі про свої почуття до Уеди, про те, як її вразило, що він був закоханий в пасокона і що вона боялася програти в порівнянні з його колишньою дружиною. Паралельно Чі розпитує Хіроясу про його почуття. Друга половина тому присвяччена в основному роздумам Хідекі, в яких він між іншим порівнює те, що розповідали йому Юмі та Хіроясу зі своїм ставленням до Чі. У томі з'ясовується, що за загадкові спостерігачі шукають Чі — один з цих пасоконів Національний банк даних, а другий — його охоронна система. Причому з їх розмов випливає, що вони шукають Чі, щоб чомусь запобігти. Однак насправді Національний банк даних вже знайшов Чі, але зумисне приховує це, бо сподівається, що «…наша мила дівчинка знайде свого єдиного, і тоді ми усі зможемо мріяти і бачити сни…». |

| 73-81 Початок тому присвячений розмові Мінору та Юзукі, в якій Кокобунжі розповідає про свою сестру та свої почуття до Юзукі. Він розуміє, що як би ретельно він не відтворював в Юзукі сестру, та не зможе її замінити. З іншого боку, Юзукі сама по собі йому небайдужа. Тому після невдалої спроби Юзукі проникнути в Національний банк даних, коли вона втратила більшу частину пам'яті, в тому числі й спогади сестри Мінору, він вирішує не відновлювати цю частину програми. У більшій частині тому паралельно в розмові Чітосе з Хідекі та Чі з Фреєю розповідається передісторія сюжету — звідки Хібія знає Чі, як були створені Фрейя та Ельда, чому Хідекі знайшов Чі на смітнику… |

| 82-88 В останньому томі розкриваються усі неясності сюжету манґи, розказується, що можуть, а що не можуть робити чобіти. Хідекі робить свій остаточний вибір. |

### Манґа в манзі
Однією з особливостей «Чобітів» є те, що важливу роль відіграє манґа, яку читають головні герої. Причому ця манґа не просто згадується та відіграє певну роль в сюжеті — окремі сторінки включені в «Чобітів» і складають близько 4 % загального обсягу. Абстрактні діалоги в включеній манзі дуже ясно характеризують події основної манги. Фактично, в ній у значній викладається абстрагований від деталей зміст та ідеї «Чобітів».
В «Чобітах» показується як і загальна назва включеної манґи «Місто, де нікого нема», так і промовисті назви окремих розділів «Людина, призначена лише мені», «Те, ким я стати не можу», «Крок за кроком».

### Походження назви
У манзі розповідається історія виникнення самого слова «чобіти». За словами Хібії Чітосе, її чоловік, розробник самої системи пасоконів, називав усе мале та кавайне «чобі» (ちょび), що вочевидь співзвучне японському слову «чібі» (ちび) — маленький. Також він зумисне склав слово чобіт зі звуків її імені — Хібія Чітосе.

## Аніме
Ще під час виходу манґи «Чобіти» відомою студією Madhouse був створений однойменний аніме-серіал, який було вперше транслювався о 1:20 (нічний сеанс) з 3 квітня по 25 вересня 2002 року на каналі TBS. Того ж року була створена додаткова 27-а OVA серія, а в 2004 короткий 6-и хвилинний гумористичний мультфільм «Чібіти» яп. ちびっツ (теж OVA).

### Перелік осіб що брали участь в створенні аніме

#### Режисери
Моріо Асака (яп. 浅香守生 ромаджі Asaka Morio) — головний режисер
Режисери-постановники:
- Каманака Фуміхару (яп. 鎌仲史陽 ромаджі Kamanaka Fumiharu)
- Іное Хідекі (яп. 井上英紀 ромаджі Inoue Hideki)
- Кімура Хіроші (яп. 木村寛 ромаджі Kimura Hiroshi)
- Танака Хіроюкі (яп. 田中洋之 ромаджі Tanaka Hiroyuki)
- Озава Казухіро (яп. 小沢一浩 ромаджі Ozawa Kazuhiro)
- Ота Масахіко (яп. 太田雅彦 ромаджі Ohta Masahiko)
- Хашімото Міцуо (яп. 橋本みつお / 橋本光夫 ромаджі Hashimoto Mitsuo)
- Шімадзакі Нанако (яп. 島崎奈々子 / 佐々木奈奈子 ромаджі Shimazaki Nanako)
- Секіта Осаму (яп. 関田修 ромаджі Sekita Osamu)
- Міята Рьо (яп. 宮田亮 ромаджі Miyata Ryo)
- Нагаі Тацуюкі (яп. 長井龍雪 ромаджі Nagai Tatsuyuki)
- Кобаяші Томокі (яп. 小林智樹 ромаджі Kobayashi Tomoki)
- Масухара Міцуюкі (яп. 増原光幸 ромаджі Masuhara Mitsuyuki)

#### Сценаристи
- Нанасе Окава (яп. 大川七瀬 ромаджі Nanase Ohkawa) — 1 серія
- Окубо Томоясу (яп. 大久保智康 ромаджі Okubo Tomoyasu) — 3, 5, 10, 20, 23 серії
- Тамаі Цуйоші (яп. 玉井☆豪 / 玉井豪 ромаджі Tamai Tsuyoshi) — 4, 13, 17, 26 серії
- Уетаке Суміо (яп. 植竹須美男 ромаджі Uetake Sumio) — 6, 12, 16, 22 серії
- Ханада Джюккі (яп. 花田十輝 ромаджі Hanada Jukki) — 7, 9, 11, 15, 18, 21, 25 серії
- Хоріі Акіко (яп. 堀井明子 ромаджі Horii Akiko) — 8, 14, 19, 24 серії
- Канеко Ґенджіро (яп. 金子弦二郎 ромаджі Kaneko Genjiro) — 2 серія

#### Сейю
- Танака Ріе (яп. 田中理恵 ромаджі Tanaka Rie) — Чі
- Суґіта Томоказу (яп. 杉田智和 ромаджі Sugita Tomokazu) — Мотосува Хідекі
- Секі Томоказу (яп. 関智一 ромаджі Seki Tomokazu) — Шімбо Хірому
- Кумаі Мотоко (яп. くまいもとこ ромаджі Kumai Motoko) — Сумомо
- Кувашіма Хоко (яп. 桑島法子 ромаджі Kuwashima Houko) — Кокобунджі Мінору
- Орікаса Фуміко (яп. 折笠富美子 ромаджі Orikasa Fumiko) — Юзукі
- Іное Кікуко (яп. 井上喜久子 ромаджі Inoue Kikuko) — Хібія Чітосе
- Юзукі Рьока (яп. 柚木涼香 / 永椎あゆみ / 永椎あゆ美 / 角松かのり ромаджі Yuzuki Ryoka) — Шімізу Такако
- Тойоґучі Меґумі (яп. 豊口めぐみ ромаджі Toyoguchi Megumi) — Омура Юмі
- Чіба Ішін (яп. 千葉一伸 ромаджі Chiba Isshin) — Дзіма
- Уеда Юджі (яп. うえだゆうじ / 上田祐司 ромаджі Ueda Yuji) — Уеда Хіроясу
- Токуміцу Юка (яп. 徳光由禾 / 徳光由香 ромаджі Tokumitsu Yuka) — Діта
- Ноґамі Юкана (яп. 野上ゆかな ромаджі Nogami Yukana) — Котоко
- Сувабе Джюнічі (яп. 諏訪部順一 ромаджі Suwabe Junichi) — Коджіма Йошіюкі

#### Художник та дизейнер
- Шібата Тікако (яп. 柴田千佳子 ромаджі Shibata Chikako) — художник-постановник
- Абе Хісаші (яп. 阿部恒 ромаджі Abe Hisashi) — дизейнер персонажів

#### Музика
Таканамі Кейтаро (ромаджі Takanami Keitaro) — композитор
Окремі музичні композиції:
- Таканамі Кейтаро (ромаджі Takanami Keitaro) — Katakoto no Koi в 26 серії
- Кітагава Кацутоші (яп. 北川勝利 ромаджі Kitagawa Katsutoshi) — Let Me Be With You
- Нагаі Руі (яп. 永井ルイ / 永井誠 ромаджі Nagai Rui) — Raison dEtre в 1—12 серії
- Араі Акіно (яп. 新居昭乃 ромаджі Arai Akino) — Ningyohime в 13—25 серіях

Вокал:
- Сугіта Томоказу (яп. 杉田智和 ромаджі Sugita Tomokazu) — Katakoto no Koi в 26 серії
- Танака Ріе (яп. 田中理恵 ромаджі Tanaka Rie) — Katakoto no Koi в 26 серії
- Round Table (яп. ラウンド・テーブル) — Let Me Be With You
- Танака Ріе (яп. 田中理恵 ромаджі Tanaka Rie) — Raison dEtre в 1—12 серії
- Танака Ріе (яп. 田中理恵 ромаджі Tanaka Rie) — Ningyohime в 13—25 серіях

#### Інші
- Геншьо Тецуо (яп. 源生哲雄 ромаджі Gensho Tetsuo) — продюсер
- Маруяма Масао (яп. 丸山正雄 ромаджі Maruyama Masao) — планувальник
- Тераучі Сатоші (яп. 寺内聡 ромаджі Terauchi Satoshi) — монтаж

### Перелік серій аніме
| № | Назва                                                              | Дата виходу     |
| --- | ------------------------------------------------------------------ | --------------- |
| 1 | Чі прокидається «Чі мезамеру» (ちぃ 目覚める)                      | 2 квітня 2002   |
| Сільський хлопець з Хокайдо Мотосува Хідекі приїжджає до Токіо вчитися та готуватися до поступлення в Токійський університет. У вечері першого ж дня повертаючися з магазину він знаходить в купі сміття пасокон якого забирає з собою. |                                                                    |                 |
| 2 | Чі виходить «Чі декакеру» (ちぃ でかける)                          | 9 квітня 2002   |
| Шінбо тестує Чі і з'ясовує, що в неї нема операційної системи. Він відправляє Хідекі та Чі до спеціаліста по спеціально зробленим пасоконам. Так Хідекі знайомиться з Кокобунджі Мінору, але й тому нічого не вдається взнати. |                                                                    |                 |
| 3 | Чі запам'ятовує «Чі обоеру» (ちぃ おぼえる)                        | 16 квітня 2002  |
| Хідекі починає ходити на курси. Також він шукає роботу і врешті-решт знаходить собі підробіток. |                                                                    |                 |
| 4 | Чі з дорученням «Чі оцукаі» (ちぃ おつかい)                        | 23 квітня 2002  |
| Хідекі ніяк не наважиться купити трусики для Чі сам тому він відправляєї її разом з Сумомо в магазин самих і дуже переймається з цього приводу турбуючись за Чі. |                                                                    |                 |
| 5 | Чі з'ясовує «Чі міцукеру» (ちぃ 見つける)                          | 30 квітня 2002  |
| Хідекі готується до пробного екзамену — вчиться й не тільки, а Чі його підбадьорює. |                                                                    |                 |
| 6 | Чі знесилюється «Чі йовару» (ちぃ 弱る)                            | 7 травня 2002   |
| Чі виснажується оскільки Хідекі не знав, що її слід заряджати. Його туботам щодо Чі та спробам її зарядити й присвячена серія. |                                                                    |                 |
| 7 | Чі працює «Чі хатараку» (ちぃ 働く)                                | 14 травня 2002  |
| В Хідекі як завжди хронічна фінансова криза. Чі дізнається від нього, що таке гроші та звідки вони беруться і хоче знайти роботу. Доки Хідекі працює в ресторані Чі бродить містом в пошуках роботи. Її зустрічає власник закладу сексуальних шоу і пропонує їй роботу. Під час трансляції в інтренеті Чі помічає Мінору й повідомляє про це Хідекі який одразу кидається рятувати Чі. |                                                                    |                 |
| 8 | Чі зпантеличена «Чі томадо» (ちぃ とまどう)                        | 21 травня 2002  |
| Чі врятувалася з рук збоченця з підглядального шоу. Хідекі думає де ж знайти роботу для Чі і йому вдається її влаштувати помічницею в кондитерську де вона й працює перший день. |                                                                    |                 |
| 9 | Шінбо та Сумомо говорять «Шінбо Сумомо катару» (新保・すもも 語る) | 28 травня 2002  |
| Серія колаж з попередніх, коротко перепоказує сюжет. |                                                                    |                 |
| 10 | Чі купує «Чі кау» (ちぃ 買う)                                      | 4 червня 2002   |
| Чі вперше на зароблені гроші купує речі для себе та Хідекі. Шінбо нагадує Хідекі що пасоконів теж треба мити, тож тому доводиться вчити Чі митися та відвести її в баню. |                                                                    |                 |
| 11 | Чі зустрічає «Чі деау» (ちぃ 出会う)                               | 11 червня 2002  |
| Юмі запрошує Хідекі на побачення, а той з радістю погоджується. Поки Хідекі гуляє з Юмі Чі читає манґу і зустрічається зі своїм альтер его. |                                                                    |                 |
| 12 | Чі перевіряє «Чі ташікамеру» (ちぃ 確かめる)                       | 18 червня 2002  |
| Хідекі наслухався страшних історій і тепер йому ввижаються привиди в одній з кімнат дому де він живе. |                                                                    |                 |
| 13 | Чі грається «Чі асобу» (ちぃ 遊ぶ)                                 | 25 червня 2002  |
| Хідекі знайомиться з рольовими онлайн іграми і грається в них разом з Чі, Шінбо та Сумомо. Оскільки Чі кудись пропадє, то для Хідекі гра це постійні пошуки... |                                                                    |                 |
| 14 | Чі їде на море «Чі юмі іку» (ちぃ 海いく)                          | 2 липня 2002    |
| Мінору запрошує Хідекі, Шінбо, Такако, Чітосе та Юмі в поїздку до моря. Уся серія присвячена їх пляжному відпочинку. |                                                                    |                 |
| 15 | Чі гостинно приймає «Чі мотенасу» (ちぃ もてなす)                  | 9 липня 2002    |
| Несподівано до Хідекі додому приїходить ночувати Шімізу-сенсей. |                                                                    |                 |
| 16 | Чі нічого не робить «Чі нанімо шінаі» (ちぃ 何もしない)            | 16 липня 2002   |
| Шінбо та Шімізу пропали. Хірому звонить Хідекі і розповідає йому що вони втекли та історію їх стосунків. |                                                                    |                 |
| 17 | Чі годує «Чі маканау» (ちぃ まかなう)                              | 23 липня 2002   |
| Хідекі загубив гаманця, а до зарплати залишився ще тиждень. Тож він голодує, а Чі вирішила нагодувати його витративши зароблені в Чірору гроші. |                                                                    |                 |
| 18 | Мінору та Юзукі говорять «Мінору Юзукі катару» (稔・柚姫 語る)     | 30 липня 2002   |
| Серія колаж з попередніх, коротко перепоказує сюжет. |                                                                    |                 |
| 19 | Чі допомагає «Чі тецудау» (ちぃ 手伝う)                            | 6 серпня 2002   |
| Хідекі та Чі допомагають Чітосе прибирати будинок. |                                                                    |                 |
| 20 | Чі зникає «Чі інакунару» (ちぃ いなくなる)                         | 13 серпня 2002  |
| Чі зникає, Хідекі бігає містом розшукуючи її, а тим часом показується, що Чі викрали. |                                                                    |                 |
| 21 | Чі чекає «Чі мацу» (ちぃ 待つ)                                     | 20 серпня 2002  |
| Хідекі продовжує розшукувати Чі, в цих пошуках йому допомагають Мінору та Уеда. Хіроясу розповідає Мотосуві про те як він закохався та одружився з пасоконом. |                                                                    |                 |
| 22 | Чі шукає «Чі мотомеру» (ちぃ 求める)                               | 27 серпня 2002  |
| Хідекі нарешті знаходить Чі. |                                                                    |                 |
| 23 | Чі відповідає «Чі котаеру» (ちぃ 答える)                           | 3 вересня 2002  |
| Хідекі приходить до Мінору який шукає в інтренеті дані про Чі. У результаті таки вдається дещо взнати і серед іншого до рук Хідекі потрапляє фотографія з Чі та Чітосе. |                                                                    |                 |
| 24 | Чі терпить «Чі кіте нуґу» (ちぃ 着てぬぐ)                          | 10 вересня 2002 |
| Більшу частину серії займає паралельна розмова Чі з Хіроясу та Хідекі з Юмі які присвячені розповідям про стосунки Уеди та Омури. У решті решт закохана пара знову разом. |                                                                    |                 |
| 25 | Чі вирішує «Чі кімеру» (ちぃ 決める)                               | 17 вересня 2002 |
| Хідекі розуміє, що час вже остаточно визначитися зі своїми почуттями до Чі. Доки він думає та рефлексує Чітосе розповідає йому про себе та життя Чі до того як вона трапилася Хідекі. |                                                                    |                 |
| 26 | Єдина людина для Чі «Чі даке но хіто» (ちぃ だけの人)              | 24 вересня 2002 |
| Після того як Хідекі нарешті сказав Чі, що любить її запустилася закладена в неї програма. Тож Чіі врешті таки зробила те, що могли лише чобіти і чого хотіли запобігти пасокони-спостерігачі. |                                                                    |                 |

### Перелік серійOVA
| № | Назва |
| --- | --- |
| 1 | Хібія та Котоко розповідають «Хібія ・ Котоко катару» (日比谷・琴子 語る)                                             |
| Серія колаж з попередніх, коротко перепоказує сюжет. | |
| 2 | Чібіти — Сумомо та Котоко займаються доставкою «Тібітцу — Сумомо ・ Котоко тодокеру» (ちびっツ - すもも・琴子 届ける) |
| Чі уходить, аби віддати гаманець, який забув Хідекі, залишаючи вдома один зі своїх предметів одягу. Сумомо та Котоко вирішують наздогнати Чі, аби доставити їй цю річ. | |

## Відмінності між аніме та манґою
Слід враховувати, що аніме зажди багатше дрібними деталями які просто неможливо показати в манзі, з іншого боку зазвичай для економії в аніме обрізають сюжетні лінії та ходи, виключають другорядних персонажів і т. ін.
Хоч в цілому аніме є екранізацією манґи але між ними є ряд стилістичних та сюжетних відмінностей. Якщо манґа має комедійні елементи, то аніме їх стільки, що комедія це вже один з жанрів твору.

### Фактичні розбіжності по серіям аніме

#### Чі прокидається
У манзі можна зрозуміти лише, що Хідекі з провінції, а в аніме показується, як він працює на фермі. Взагалі події в аніме зсунуті десь на півроку — в манзі Хідекі вже 19, а в аніме йому лише має виповнитися 19, а зараз 18. Відповідно в манзі він вже освоївся в місті, вже знайомий з Шінбо, поступив на курси і т. ін., а в аніме це все відбувається вперше, лише починається. На додачу для того щоб познайомити Хідекі та Шінбо в перший же день їх зробили сусідами в домі Хібії Чітосе.

#### Чі запам'ятовує
У манзі Хідекі на час подій вже працює та вчиться на курсах, в аніме він в цій серії йде на перше заняття та лише шукає і знаходить роботу. Якщо в манзі Юмі просто колега по роботі, то в аніме ввели сюжет з обливання нею Хідекі як зав'язку їх знайомства та зробили її дочкою власника ресторану.

#### Чі з дорученням
Сюжет цієї серії повністю вигаданий — в манзі є лише коротенька сцена про те як Хідекі купує трусики для Чі, в аніме ж купівлю нижньої білизни розтягли на цілу серію.

#### Чі з'ясовує
Як і в попередніьому випадку основний зміст серії — підготовка Хідекі до пробного екзамену відсутній в манзі.

#### Чі знесилюється
Ще одна серія з відмінним від манґи сюжетом — Чі втрачає сили, бо Хідекі її не підзаряджував.

#### Чі зпантеличена
На відміну від манґи де Мотосува та власник кондитерської Хіроясу Уеда давно знайомі (Хідекі колись там працював) в аніме він влаштовує Чі на роботу в зовсім нове місце й відповідно не знає Уеду.

#### Чі купує
Сюжет з миттям Чі та походом в баню повністю відсутній в манзі але є в аніме.

#### Чі перевіряє
Історія про те як Хідекі ввижаються привиди, чому власне й присвячена уся серія повністю відсутня в манзі.

#### Чі грається
Ще одна серія повністю відсутня в манзі.

#### Чі їде на море
Поїздки на море в манзі також не було.

#### Чі годує
Уся історія з голодуючим студентом є лише в аніме й відсутня в манзі.

#### Чі допомагає
Більша частина серії, а саме прибирання будинку та вимкнення Сумомо є нововведеннями аніме, з іншого боку в серії є й спільні з манґою елементи наприклад те, що Чітосе повертає Чі сукню, тобто вона не є повністю вигаданою.

#### Чі відповідає
Серія за мотивами манґи — основні події ті ж, але деталі інші. Повною новацією є «Синдикат» що якось впливав на розробників пасоконів. Відповідно загадкові спостерігачі з Національного Банку даних та його охоронної системи перетворилися на сервер синдикату з охороною. Також в манзі не було історії з самопожертвою Юзукі заради зламу серверу.

#### Єдина людина для Чі
Остання серія, власне закінчення аніме помітно відрізняється від манґи. Хоч власне сюжетні відмінності відносно незначні, але в цілому завершення аніме зовсім інше ніж в манзі. На відміну від манґи в аніме не розповідається що ж власне мала зробити програма Чі, при цьому в аніме вона була запущена, а в манзі ні, також в аніме повністю випущений дуже важливий діалог Фреї та Хідекі в якому пояснюється, що ж не можуть робити чобіти і що має прийняти Хідекі в своїй любові до Чі. У манзі повністю відсутній сюжет аніме зі зникненням Чі та знищенням Фреї Чітосе.

## Впливи
За свідченням Le Trung розробника та творця гіноіда Айко хоч про створення роботів він мріяв з дитинства, але саме перегляд Чобітів надихнув його на роботу.